# Jívoví
Jívoví község Csehországban, a Žďár nad Sázavou-i járásban. Jívoví Dobrá Voda, Bory, Radenice, Pikárec, Horní Libochová, Kundratice és Křižanov településekkel határos. Lakosainak száma 291 fő (2024. január 1.).

## Népesség
A település lakosságának változását az alábbi diagram mutatja:
| Lakosok száma | 423  | 397  | 347  | 354  | 326  | 303  | 280  | 282  | 279  | 291  |
|               | 1869 | 1890 | 1921 | 1950 | 1980 | 2001 | 2017 | 2019 | 2022 | 2024 |